# Gross rating points
Los Gross rating points, (también conocido por sus siglas GRP) son una unidad de medida utilizada en planificación publicitaria de medios y audiencia. Se trata de un término bruto, expresado en porcentaje, que mide el número de exposiciones de una pauta publicitaria —en cualquier soporte— por cada 100 personas de la población considerada target o público objetivo.
El término proviene del idioma inglés y puede traducirse como puntos de evaluación bruta.
Los GRP indican la presión que ejerce la campaña publicitaria, pero no miden la concentración o dispersión de la misma.
Existen empresas que se dedican a realizar mediciones de audiencia por medio de un dispositivo llamado Audímetro, que se instala en los televisores de una muestra representativa de la población de un país, región o ciudad. La información obtenida mediante este sistema se puede consultar minuto a minuto. Nielsen Media Research es un ejemplo de una empresa que usa GRPs.
Para calcular el GRP simplemente hay que dividir el número total de  contactos  por el número total de nuestro público objetivo y multiplicarlo por 100.
GRP = Cobertura (expresada en  por ciento ) x Frecuencia Media